# ارتداد القط الميت

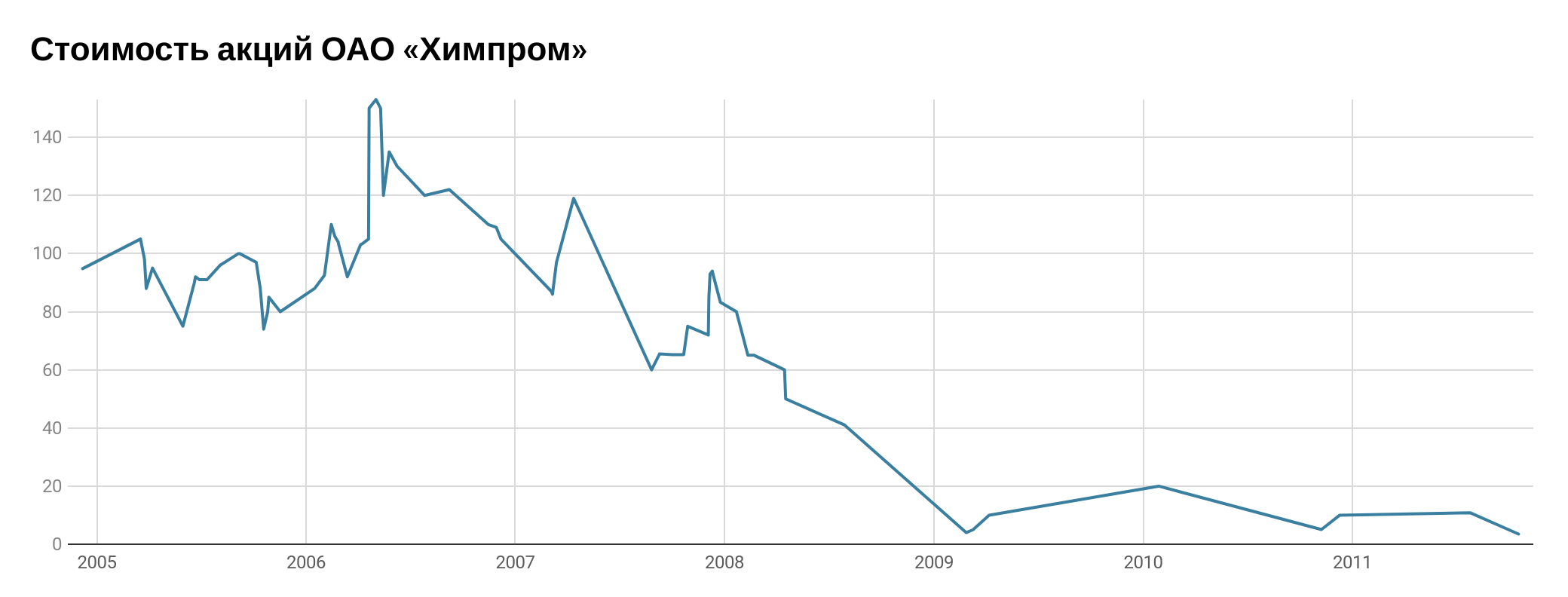
ومن الممكن رؤية مثالين على ارتداد القط الميت في سعر سهم شركة خيمبروم فولجوجراد بين عامي 2007 و2008.

في مجال المالية، يعتبر ارتداد القط الميت انتعاشًا صغيرًا وموجزًا في سعر أحد الأصول المتراجعة.  مشتقة من فكرة أن "حتى القطة الميتة سوف ترتد إذا سقطت من ارتفاع كبير"،  يتم تطبيق العبارة أيضًا بشكل شعبي على أي حالة حيث يعاني الشخص من انتعاش قصير أثناء أو بعد تدهور حاد. قد يُعرف هذا أيضًا باسم "مسيرة المصاصين". 

## تاريخ
يعود أقدم ذكر لهذه العبارة في وسائل الإعلام إلى ديسمبر 1985 عندما انتعشت أسواق الأسهم في سنغافورة وماليزيا بعد هبوط حاد خلال فترة الركود في ذلك العام. ونُقل عن الصحافيين كريس شيرويل ووونغ سولونغ من صحيفة فاينانشال تايمز اللندنية قولهما إن ارتفاع السوق كان "ما نسميه ارتداد القط الميت".  واستمر الاقتصادان السنغافوري والماليزي في التراجع   بعد هذا الاقتباس، على الرغم من تعافيهما في السنوات التالية.

استُخدمت العبارة مجددًا في العام التالي للإشارة إلى انخفاض أسعار النفط. في صحيفة سان خوسيه ميركوري نيوز، اقترح ريموند إف. ديفو الابن طباعة عبارة "احذروا ارتداد القطط الميتة" على ملصقات السيارات، مع إرفاق شرح مصور لها. استُخدمت هذه العبارة طوال تسعينيات القرن الماضي، وانتشر استخدامها على نطاق واسع في العقد الأول من القرن الحادي والعشرين.
ينطبق هذا على الأسهم أو السلع التي شهدت هبوطًا حادًا ثم انتعشت لفترة وجيزة. لو رميتَ قطًا ميتًا من مبنى من 50 طابقًا، فقد يرتد عند اصطدامه بالرصيف. لكن لا تخلط بين هذا الارتداد وتجدد الحياة، فهو لا يزال قطًا ميتًا. لقد تعافى سعر النفط الفوري من أقل من 10 دولارات للبرميل إلى أكثر من 13 دولارًا - ولكن لا ينبغي الخلط بين ذلك أيضًا وتجدد الحياة.— ريموند ف. ديفو جونيور، صحيفة سان خوسيه ميركوري نيوز، 28 أبريل 1986
تُستخدم العبارة أيضًا في الدوائر السياسية للمرشح أو السياسة التي تُظهر انتعاشًا إيجابيًا صغيرًا في الموافقة بعد انخفاض حاد وسريع. 

## الاختلافات والاستخدام

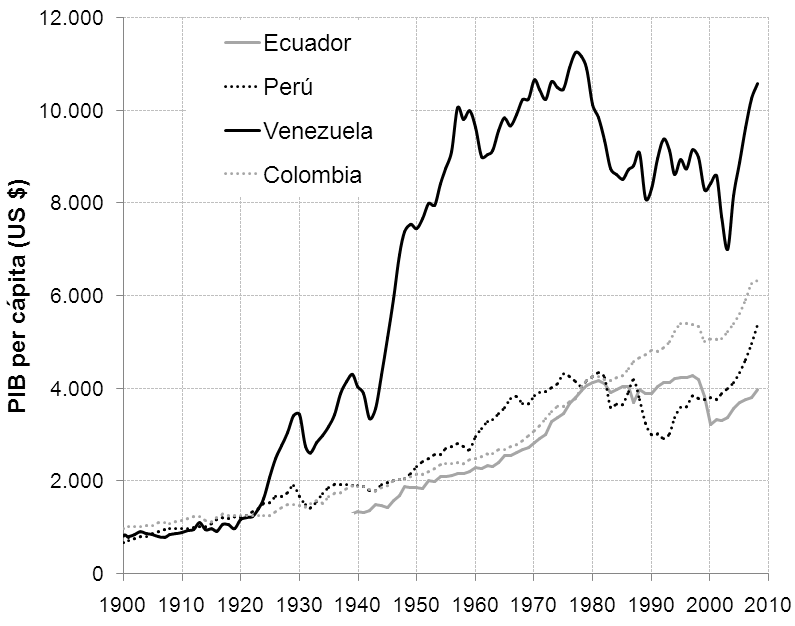
ويمكننا أن نشهد ارتدادات سلبية في اقتصادات مثل فنزويلا بين عامي 1980 و2000.

يشير الاستخدام الشائع لهذا المصطلح إلى ارتفاع قصير الأجل في سعر سهم تعرض لانخفاض. وفي حالات أخرى، يُستخدم المصطلح حصرًا للإشارة إلى الأوراق المالية أو الأسهم التي تُعتبر منخفضة القيمة. أولًا، أداء هذه الأوراق المالية ضعيف في الماضي. ثانيًا، يُعد الانخفاض "صحيحًا" نظرًا لضعف النشاط التجاري الأساسي (مثل انخفاض المبيعات أو تذبذب الوضع المالي). بالإضافة إلى ذلك، من المشكوك فيه أن يتعافى السهم في ظل ظروف أفضل (سواءً في السوق أو الاقتصاد ككل).
تتضمن بعض الاختلافات في تعريف المصطلح ما يلي:
- السهم الذي يشهد انخفاضًا حادًا يشهد ارتدادًا حادًا من أدنى مستوياته.[11]
- حركة سعرية صعودية طفيفة في سوق هبوطي، يستمر بعدها السوق في الانخفاض.[2][3]

في الحالات التي يرتفع فيها السعر مرتين، يُشار إلى النمط باسم آذان القط. 

### التحليل الفني
يمكن استخدام نمط "ارتداد القط الميت" السعري كجزء من منهجية التحليل الفني لتداول الأسهم. يصف التحليل الفني ارتداد القط الميت بأنه نمط استمراري يحدث فيه انعكاس للانخفاض الحالي، يليه انتعاش كبير في السعر. يفشل السعر في مواصلة الصعود، بل ينخفض مجددًا، متجاوزًا غالبًا أدنى مستوى سابق. قد يصعب تحديد هذه الظاهرة وقت حدوثها، وكما هو الحال مع قمم وقيعان السوق، لا يمكن عادةً تمييز النمط إلا بعد فوات الأوان.

## الأسباب

### العوامل الفنية
يمكن للعوامل الفنية، مثل مراكز البيع القصيرة من العديد من الشركات، أن تُسهم في تشكيل ارتداد هبوطي. فمع إعادة شراء العديد من المستثمرين لأسهمهم لإغلاق مراكز البيع على المكشوف، يشهد السهم زيادة مؤقتة في الطلب، مما يرفع سعره. بالإضافة إلى ذلك، إذا كان للسهم تاريخٌ من التقلبات المستقرة والمستمرة والدورية بين سعر الدعم وسعر المقاومة، فقد يدفع انخفاض سعره المستثمرين إلى شراء الأسهم اعتقادًا منهم بأن سعرها لا يزال يسير في نفس الاتجاه. وهذا له نفس تأثير تغطية مراكز البيع على المكشوف حيث يتلقى السعر دفعةً قصيرة.

### الأخبار والأحداث
يمكن للأخبار الإيجابية المتعلقة بالسهم أن توفر دفعة مؤقتة لمعنويات المستثمرين. يمكن أن يكون هذا نتيجة لاتفاقية شراكة أو منتج جديد. وبدوره، يوفر هذا دفعة قصيرة الأجل للطلب على السهم حتى لو لم يتغير السبب الأساسي وراء انخفاض السعر.

### معنويات السوق
تشير معنويات السوق إلى موقف المستثمرين تجاه سوق ما. إذا أظهرت العديد من الأسهم داخل نفس السوق المالية اتجاهًا إيجابيًا، فقد يكون السوق المالي بأكمله مفضلًا لدى المستثمرين. يشير مصطلح "السوق الصاعد" إلى السوق الذي يُتوقع أن يشهد حركة سعرية إيجابية. إذا شهد السوق بأكمله زيادة في الطلب، فقد تستفيد حتى الأسهم التي تنخفض أسعارها بشكل إيجابي.

### التلاعب بالسوق
قد يستخدم المتلاعبون بالسوق التكتيكات التي يستخدمونها لرفع الأسعار مؤقتًا في محاولة لتحقيق مكاسب شخصية. إن التكتيكات مثل نشر الشائعات الكاذبة أو الانخراط في عمليات الضخ والتفريغ من شأنها أن تؤدي إلى زيادة قصيرة الأجل في الأسعار.